# Ham Heung-chul
Dans ce nom coréen, le nom de famille, Ham, précède le nom personnel.
Ham Heung-chul (coréen : 함흥철) (né le 17 novembre 1930 à Séoul en Corée japonaise et mort le 11 septembre 2000 à Séoul en Corée du Sud) est un footballeur international sud-coréen, qui évoluait au poste de gardien de but, avant de devenir entraîneur.

## Biographie

### Carrière de joueur

#### Carrière en sélection
Avec l'équipe de Corée du Sud, il joue 42 matchs (pour aucun but inscrit) entre 1954 et 1965. 
Il figure dans le groupe des sélectionnés lors de la coupe du monde de 1954 (sans jouer). Il dispute quatre matchs comptant pour les qualifications du mondial 1962.
Il participe également aux coupes d'Asie des nations de 1956 et de 1960.

## Palmarès
| Corée du Sud - Coupe d'Asie des nations (2) : - Vainqueur : 1956 et 1960. |  | Hallelujah - Championnat de Corée du Sud (1) : - Champion : 1983. |